# Aguada, Colombia
Aguada là một khu tự quản thuộc tỉnh Santander, Colombia. Thủ phủ của khu tự quản Aguada đóng tại Aguada Khu tự quản Aguada có diện tích 41 ki lô mét vuông. Đến thời điểm ngày 28 tháng 5 năm 2005, Aguada có dân số 2582 người.